# General of the Armies
General of the Armies of the United States (deutsch ‚General der Armeen der Vereinigten Staaten‘), oder abgekürzt GAS, als (inoffiziell) sogenannter Sechssternegeneral, ist der höchste erreichbare Dienstgrad innerhalb der US-Streitkräfte. Er kann nur vom Präsidenten mit vorheriger Zustimmung des Kongresses der Vereinigten Staaten vergeben werden. Der Rang wurde bisher nur dreimal, und jedes Mal ehrenhalber, vergeben.
John J. Pershing war der einzige, welcher den Dienstgrad zu Lebzeiten trug. Postum erhielten ihn die Generäle und US-Präsidenten George Washington und Ulysses S. Grant.

## Bisherige Dienstranginhaber

### John Pershing
Als im Dezember 1944 der neue Fünf-Sterne-Dienstrang eines General of the Army geschaffen wurde, wurde dem bereits 1919 zum (Fünf-Sterne) General of the Armies of the United States beförderten John J. Pershing Vorrang vor allen neuen Fünf-Sterne-Generälen verliehen. Dies führte zu Spekulationen, dass er zum Sechs-Sterne-General ernannt worden sei, aber ein solcher hätte international einem Großmarschall oder Generalissimus entsprochen, und dies wollte man den Verbündeten nicht zumuten. Pershing trug bis zu seinem Tod die vier goldenen Sterne, die er seit 1919 getragen hatte.

### George Washington
1976 wurde der Rang im Rahmen der Feierlichkeiten zur 200-jährigen Unabhängigkeit der USA postum an Generalleutnant George Washington verliehen. Dies geschah, da Washington als ranghöchster Offizier seiner Zeit ein Drei-Sterne-General gewesen und somit von späteren Generälen im Rang überholt worden war, weshalb in der Legislation auch explizit darauf hingewiesen wurde, dass niemand einen höheren Rang als Washington erhalten solle.

### Ulysses S. Grant
Am 27. April 2022, dem 200. Geburtsjahr von Ulysses S. Grant, dem 18. US-Präsidenten und wichtigstem General der Nordstaaten im Amerikanischen Bürgerkrieg, wurde Grant postum der Dienstgrad des General of the Armies of the United States verliehen.

## Rangfolge

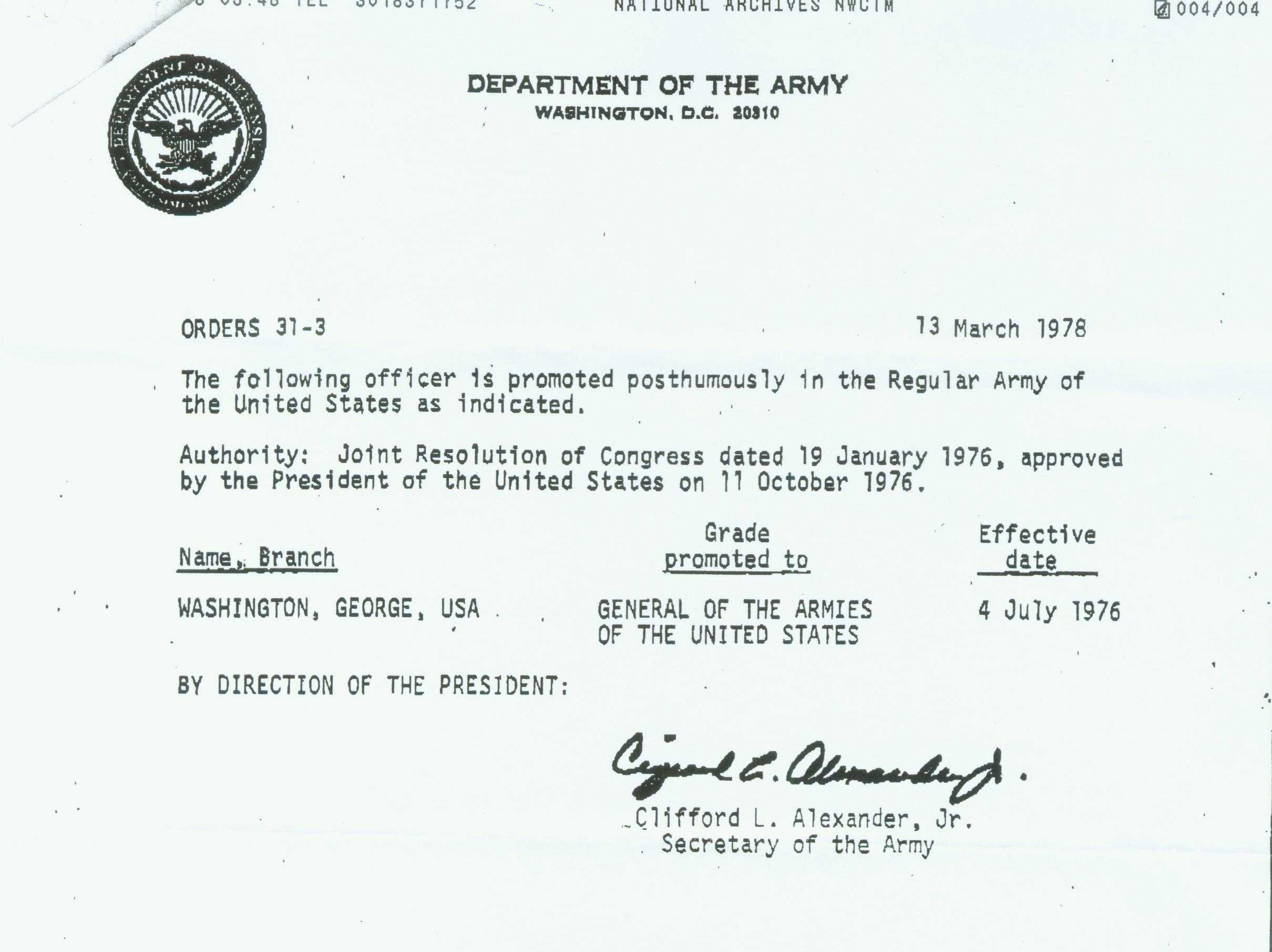
GAS-Promotionsbrief für George Washington (1976)

| Dienstgrad                                          |                                                                                         |               |
| niedriger: General des Heeres (General of the Army) | General der Armeen der Vereinigten Staaten (General of the Armies of the United States) | höher: keiner |